# 木賀家
木賀氏（きがし）は藤原氏を本姓とする氏のひとつ。
家祖である木賀（藤原）伊綱（これつな）の官位として資料に残されているものは従四位下のみである。
後は伊豆国へ本拠地を移し、木賀善司吉成（きがぜんじよしなり）の代に源頼朝の求めに応じ、身内という形で治承・寿永の乱に加わる。頼朝により幕府が成立した後は、石橋山の戦いの折負傷した吉成に湯治を勧めた相模国箱根の娘を娶りその地に本拠地を移し地名を木賀と定め地頭の任に就く。その際、薬師堂と共に、娶った娘を白狐とし白狐稲荷を建立している。（江戸期に編纂された箱根七湯の枝折では、老僧に姿を変えた薬師如来に導かれたと書かれており、同書内では木賀善司吉成について『源頼朝公お身内に木賀善司吉成という者ありけり。文武の佳名世に聞こゑ、五常を正しく行い、又三宝を尊めり』との記載がある）。
その後も木賀は室町幕府初代足利尊氏の代より御家人として地頭職を続ける。南朝時代において、箱根の底倉・木賀周辺は南朝・北朝問わず負傷した者の湯治場とされ、そこにいる間は南朝側・北朝側であるとの理由で争いをしてはならないとされていた。木賀彦六左衛門尉入道秀澄が新田相模守入道行啓の求めに応じ木賀の館に彼を匿い湯治をさせたが、藤曲隼人介五十騎余りを率い早朝に館を強襲、行啓は討ち取られた。戦乱の時代となると、治承・寿永の乱より縁あった長尾氏長尾景虎の呼び掛けにより本拠地を越後国旧豊葦村（現妙高市）上樽本とし、信濃国へと通じる塩の道を護る任に就き、騎乗し弓矢を持ち通る者を監視していた。現在も『馬返しの岩』と呼ばれていたものが遺されている。
旧豊葦村（現妙高市）上樽本を平成の時代まで本拠地としたが、木賀家最後のまとめ役であった木賀昭蔵の他界を境に本拠地に留まる者は存在しなくなった。
令和4年現在、木賀を名字とする人数はおおよそ830人いるが、そのほとんどは上樽本を本拠とした木賀氏の子孫にあたり、ルーツを遡れば上樽本の信宗寺（新潟県妙高市樽本４３５）に残る3基の木賀の墓に行きつく。

## 特徴
本拠を移す際には木賀家のほぼ全てで移動を行い、同じ木賀から婚姻相手を選ぶ事が多はかった。越後国に本拠地を移した後も、周辺の集落との行き来は殆ど行われず、独自の文化を育んでいた。